# Айві Дюмон
Дама Айві Леона Дюмон (уроджена Тернквест); нар. 2 жовтня 1930) — політична активістка Багамських островів, міністр, генерал-губернатор.

## Життєпис
Викладач за освітою, з 1948 року працювала у сфері освіти, діставши посаду заступника директора викладацького відділу Міністерства освіти і культури. У 1975—1978 роках вона була заступницею Міністерства праці та комунальних служб. Вона була активною в партії Національний рух за свободу, виконуючи обов'язки генерального секретаря. Після перемоги на виборах Національного руху за свободу в серпні 1992 року вона була призначена до Сенату і призначена міністром охорони здоров'я та охорони навколишнього середовища; вона була однією з трьох жінок в офісі Г'юберта Інгрема. У січні 1995 року вона стала міністром освіти, молоді та спорту, яку вона зберегла після чергової перемоги на виборах Національного руху за свободу в березні 1997 року.
Вона пішла з уряду в січні 2001 року з наміром відійти від громадського життя. Однак у листопаді 2001 року вона прийняла висунення тимчасовим генерал-губернатором після відставки Орвіля Тернквеста. Вона була першою жінкою на цій посаді. У січні 2002 року вона була затверджена повноправним генерал-губернатором та перебувала на цій посаді до листопада 2005 року. Після відставки Пол Еддерлі тимчасово її замінив, і зрештою Артур Діон Ханна став новим губернатором.

## Нагороди та відзнаки
- Командор ордену св. Михайла та св. Джордж.